# Henri-Marie-Gaston Boisnormand de Bonnechose
Henri-Marie-Gaston Boisnormand de Bonnechose (ur. 30 maja 1800 w Paryżu, zm. 28 października 1883 w Rouen) – francuski duchowny katolicki, kardynał, arcybiskup Rouen, senator II Cesarstwa Francuskiego (z urzędu), prawnik.

## Życiorys
Był synem Holenderki i Francuza. Został wychowany w religii protestanckiej. Na katolicyzm konwertował w wieku 18 lat. 13 września 1819 został ochrzczony sub conditionem.
Święcenia kapłańskie przyjął 21 grudnia 1833 w Strasburgu. 17 stycznia 1848 został wybrany biskupem Carcassonne. 30 stycznia 1848 przyjął sakrę z rąk arcybiskupa Antonia Francesca Orioliego (współkonsekratorami byli arcybiskupi Girolamo d’Andrea i Domenico Luciardi). 23 marca 1855 przeszedł na biskupstwo Évreux. 18 marca 1858 objął stolicę metropolitalną Rouen, na której pozostał już do śmierci. 11 grudnia 1863 Pius IX wyniósł go do godności kardynalskiej z tytułem prezbitera San Clemente. Uczestniczył w obradach Soboru watykańskiego I. Wziął udział w konklawe wybierającym Leona XIII.